# Rysowany Kamień
Rysowany Kamień (427 m n.p.m.) – wzniesienie w Paśmie Brzanki na Pogórzu Ciężkowickim, na północny zachód od Liwocza.
W okolicach szczytu Rysowanego Kamienia oraz na północno-wschodnim stoku nad wsią Dębowa znajdują się pojedyncze okazy piaskowca ciężkowickiego. Największa ze skałek, leżąca w pobliżu wierzchołka, pokryta według ludowych legend śladami niedźwiedzich pazurów, dała nazwę całemu wzniesieniu.
Na grzbiecie pomiędzy Rysowanym Kamieniem a Wisową, w granicach administracyjnych Jodłowej, znajduje się cmentarz żydowski z XIX wieku.
Przez Rysowany Kamień przebiega pieszy szlak turystyczny:
- Siedliska – Nosalowa – Brzanka – Ostry Kamień – Gilowa Góra – Rysowany Kamień – Liwocz – Kołaczyce.